# Динамо (палац спорту, Москва)
Палац спорту «Динамо» — спортивний комплекс у Північному окрузі Москви. Був побудований до літньої Олімпіади 1980 та розрахований на 5 000 глядачів. Є домашньою ареною баскетбольного клубу «Руна» (як чоловічого, так і жіночого), а також тренувальною базою для чоловічої збірної Росії з волейболу. Палац спорту також функціонує як майданчик для аматорських спортивних секцій, розважальних та офіційних заходів.

## Історія

### Будівництво
Палац спорту «Динамо» був побудований до московської Олімпіади 1980. Проєкт комплексу розробили архітектори І. Михалєв, Є. В. Р. Розанов, Є. І. К. Чивіков, В. В. Мілашевський, І. Михалєв та інженери-конструктори Ю. Герчиков, Д. Леонтьєв, В. Травуш, Ю. Фрідман.  Конструктивне рішення та оформлення були новаторськими для свого часу: силует будівлі нагадує підняті у польоті крила. Центральна частина — шестигранна у плані, знизу її підсікають похилі площини трибун. По периметру стилобатної основи розташовані тераси з широкими сходами.
Будівля будувалася в житловому районі Хімки — Ховріно і мала вписуватися в навколишню висотну забудову, поєднуючи у своїй формі великий масштаб та компактність. Мистецтвознавець і знавець архітектури Андрій Іконніков відзначав виразність палацу спорту, проте підкреслював його «переважну вантажність» і «важкі для сприйняття геометричні обриси».
Під час Олімпіади 1980-го в «Динамо» проходили змагання з баскетболу та гандболу. Пізніше комплекс приймав найбільші міжнародні та російські змагання з волейболу, баскетболу, міні-футболу, художньої гімнастики та різних видів єдиноборств. У 1985 році в ньому проводилися зйомки фіналу музичного фестивалю «Пісня-85».

## Сучасність
Довгий час (до початку сезону-2020/21) Палац Спорту Динамо" був найбільшим волейбольним центром Росії, домашнім майданчиком волейбольного клубу «Динамо», тренувальною базою російської збірної з волейболу, тренувальною базою дитячої спортивної школи олімпійського резерву з художньої гімнастики.
Також у Палаці спорту «Динамо» проводяться різноманітні змагання товариства «Динамо», Федерації Кудо, Федерації художньої гімнастики, працює безліч дитячих та дорослих спортивних секцій та гуртків. З 2019 по 2021 рік стадіон був домашньою ареною гандбольних команд у єврокубках: чоловічого клубу «Спартак» (нині — ЦСКА) та жіночого клубу ЦСКА. Крім спортивних заходів, у ньому також проводяться концерти, ділові та культурні події. З сезону 2021/22 арена є домашньою для баскетбольних клубів «Руна» та ЦСКА-2.